# Luc Bronner
Pour les articles homonymes, voir Bronner.
Luc Bronner, né le 14 mai 1974 à Gap, est un journaliste français.
Il est directeur des rédactions du Monde de 2015 à 2020.

## Biographie

### Origines et formation
Fils d'Anne et Claude Bronner, médecins, Luc Bronner naît le 14 mai 1974 à Gap, dans les Hautes-Alpes.
Il fait ses études au lycée Dominique-Villars de Gap, puis à l'Institut d'études politiques de Grenoble et à l'École supérieure de journalisme de Lille.

### Carrière
Il est d'abord pigiste à Nord Éclair, à La Voix du Nord et à La Dépêche du Midi. Il travaille ensuite au Monde de l'éducation de 1999 à 2001, puis est journaliste au sein de la rubrique « Éducation » du Monde de 2001 à 2005. Depuis 2005, il est reporter pour le service « Société française ».
À la suite des violences des manifestations lycéennes du 8 mars 2005 et de leur médiatisation, Luc Bronner publie le 15 mars 2005 un article intitulé « Manifestations de lycéens : le spectre des violences anti-Blancs ». Cet article, qui cite les propos de jeunes des cités affirmant avoir participé aux violences, provoque une controverse médiatico-politique quant à la qualification « anti-Blancs » de ces violences. Le 25 mars 2005, des personnalités comme Ghaleb Bencheikh, Alain Finkielkraut, Bernard Kouchner et Jacques Julliard lancent un « Appel contre les violences anti-Blanches », appel soutenu par le mouvement sioniste de gauche Hashomer Hatzaïr et la radio communautaire juive Radio Shalom,.
En 2007, Luc Bronner reçoit le prix Albert-Londres de la presse écrite.
Le 30 juin 2015, il est promu directeur des rédactions du Monde.
Début octobre 2020, il annonce sa volonté de retrouver l'écriture et le reportage : « Après dix années de chefferie, je brûle de retrouver le stress du reporter qui part sans savoir ce qu’il va trouver, les rencontres avec des interlocuteurs qui ne sont pas des journalistes, les nuits blanches de café et d’écriture, l’excitation si particulière de l’enquête et de l’information exclusive. »
Il est remplacé à la direction de la rédaction du Monde par Caroline Monnot.
En novembre 2020, il raconte l'histoire d'un village des Hautes-Alpes, vendu à l'État par ses habitants afin de fuir la misère.

## Ouvrages
- Luc Bronner, Les Métiers de l'enseignement, Puteaux, Rebondir, coll. « Guides pratiques Rebondir », 2001, 179 p. (ISBN 2-84593-033-X).
- Attention et somnolence au volant, Paris, La Documentation française, coll. « Transports, recherche, innovation », 2007, 68 p. (ISBN 978-2-11-006709-8).
- Luc Bronner, La Loi du ghetto : enquête sur les banlieues françaises, Paris, Calmann-Lévy, 2010 (réimpr. 2011), 259 p. (ISBN 978-2-7021-4083-3).
- Chaudun, la montagne blessée, Paris, Éditions du Seuil, 2020, 176 p. (ISBN 978-2021439540).

## Prix
- Prix Albert-Londres de la presse écrite 2007
- Prix du livre d'économie et de sciences sociales 2011 pour La Loi du ghetto[9].
- Prix Amerigo-Vespucci 2021 pour Chaudun, la montagne blessée[10].